# Maria Magnani Noya
Maria Magnani Noya (ur. 24 października 1931 w Genui, zm. 9 grudnia 2011 w Turynie) – włoska polityk, prawniczka i samorządowiec, parlamentarzystka krajowa, burmistrz Turynu, posłanka do Parlamentu Europejskiego III kadencji.

## Życiorys
Z wykształcenia prawniczka, praktykowała w zawodzie adwokata. Zaangażowała się w działalność polityczną w ramach Włoskiej Partii Socjalistycznej. Zyskała rozpoznawalność aktywnym uczestnictwem na rzecz legalizacji aborcji i rozwodów.
W latach 1972–1983 była posłanką do Izby Deputowanych VI, VII i VIII kadencji. Pełniła funkcję podsekretarza stanu w resorcie przemysłu (1980–1981), zdrowia (1981–1982) i edukacji (1982–1983) w pięciu kolejnych gabinetach. Od 1987 do 1990 zajmowała stanowisko burmistrza Turynu. W latach 1989–1994 sprawowała mandat eurodeputowanej III kadencji, od 1992 pełniła funkcję wiceprzewodniczącej PE.